# Tiktaalik

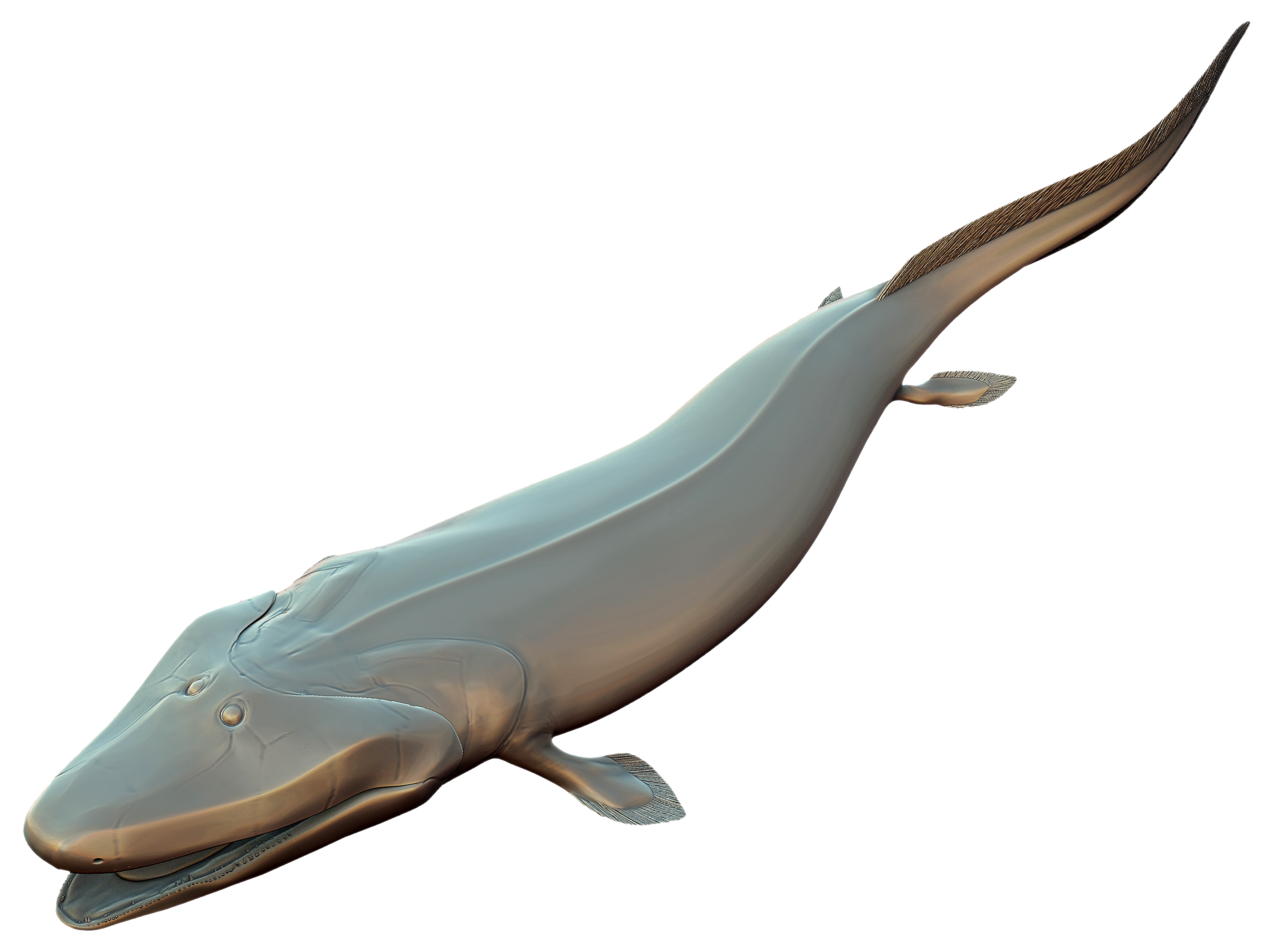

Tiktaalik roseae, cunoscută prin numele genului, Tiktaalik, este o specie fosilă intermediară (fosilă tranzițională) între pești și tetrapode care a trăit în devonianul târziu, acum aproximativ 375 de milioane de ani.
În 2010 au fost descoperite urme de tetrapod în devonianul mijlociu din Polonia, mai vechi cu 18 milioane de ani decât Tiktaalik, ceea ce arată că divergența dintre pești și tetrapode s-a produs cu cel puțin 400 de milioane de ani în urmă, mai devreme decât se credea până atunci.[A]

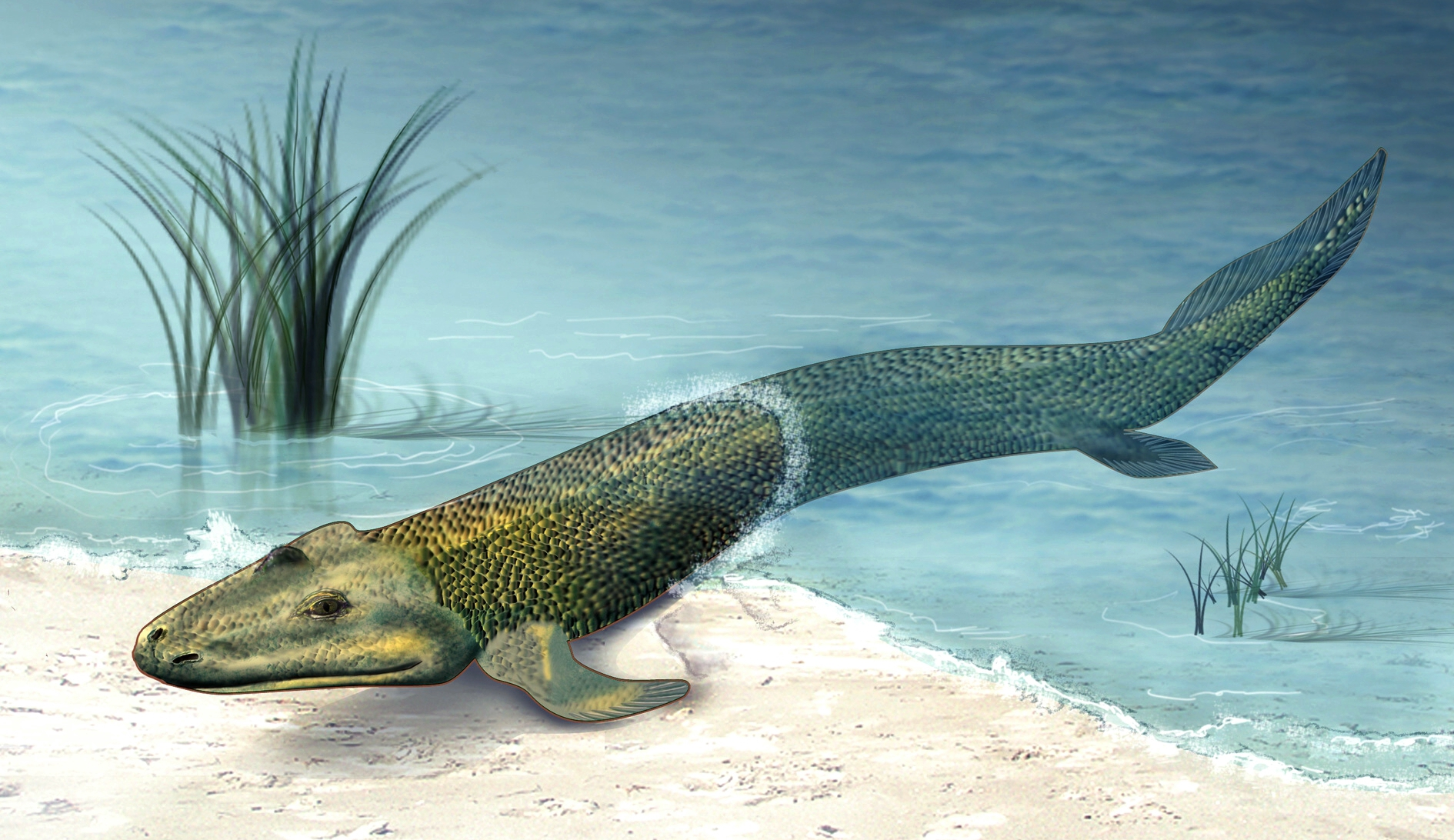
Desen artistic reprezentându-l pe Tiktaalik

## Descriere
Tiktaalik avea unele caracteristici de pește:
- fălci primitive
- aripioare
- solzi

și unele caracteristici de tetrapod:
- gât mobil[5]
- membre ca niște brațe, în ce privește structura scheletului intern[3].

Craniul avea o structură intermediară între cea a peștilor și cea a tetrapodelor. Capul mare sugerează că respira aer, iar dinții sugerează că vâna ca un crocodil. Tiktaalik ajungea până la 2,75 metri lungime și probabil își folosea membrele din față ca să-și ridice capul la suprafață și să respire. Trăia în ape puțin adânci, într-o perioadă geologică în care ceea ce este acum regiunea arctică canadiană era o zonă de deltă cu climat subtropical, parte a unei mase mari de uscat care traversa ecuatorul.
În studiul "Pelvic girdle and fin of Tiktaalik roseae" sunt prezentate rezultatele analizei părții posterioare a scheletului. Grupul de cercetători a constatat că pelvisul și aripioarele posterioare sunt mai dezvoltate decât la pești, fiind apropiate de caracteristicile de tetrapod. În concluzie, este posibil ca Tiktaalik roseae să își fi folosit membrele posterioare pentru a merge.

## Descoperire
Fosilele prin care este cunoscut Tiktaalik au fost descoperite în 2004 în insula Ellesmere din zona arctică a Canadei de către un grup de paleontologi printre care Ted Daeschler de la Academia de Științe Naturale din Philadelphia și Neil Shubin de la Universitatea din Chicago.